# Little Sister
Little Sister är en amerikansk tjejgrupp, mest kända som bakgrundssångerskor till den inflytelserika soul- och funkgruppen Sly and the Family Stone på gruppens inspelningar och konserter. Ursprungligen var Little Sister en gospelgrupp kallad The Heavenly Tones. Gruppnamnet Little Sister togs efter Vet Stone (medlem i Little Sister och "lillasyster" till Sly Stone - frontman i Sly and the Family Stone). I gruppen ingick dessutom Mary McCreary och Elva Mouton. Little Sister släppte perioden 1970–1971 singlar under sitt eget namn.

## Historia

### Gruppen bildas
Under tiden på high school hade Vaetta Stewart och hennes väninnor Mary McCreary och Elva Mouton en gospelgrupp kallad The Heavenly Tones som framträdde på olika platser runtom i Oakland/San Francisco. När Vaettas äldre bror Sylvester tog namnet Sly Stone och bildade gruppen Sly and the Family Stone, tillsammans med brodern Freddie och vännerna Larry Graham, Cynthia Robinson, Jerry Martini och Greg Errico, värvades The Heavenly Tones direkt ur high school för att starta gruppen Little Sister och bli Sly and the Family Stones körsångerskor. 
Little Sister sjöng i kören på en mängd låtar från Family Stones tidiga repertoar, däribland de stora hitsen "Everyday People" och "Stand!". På sidan av gruppens körsång hördes även körsång av Sly, Freddie, mellansysten Rosie Stone och Larry Graham. 

### Hitsinglar
Under perioden mellan albumsläppen av Sly and the Family Stones legendariska album Stand! (1969) och There's a Riot Goin' On (1971) lyckades Sly Stone förhandla sig till ett samarbete mellan skivbolaget Atlantic Records och hans eget nystartade Stone Flower. Stone Flower släppte fyra singlar, en med R&B-artisten Joe Hicks, en med 6IX och två singlar med Little Sister; "You're The One" och "Somebody's Watching You" (som var en cover av en låt från Stand! ). Little Sisters version av "Somebody's Watching You" var den första större hiten vars rytm baserades på en trummaskin. 
Båda Little Sisters singlar nådde Topp 40 på den amerikanska Billboardlistan för singlar, och båda nådde dessutom Topp 10 på försäljningslistan över R&B-singlar. 

### Senare karriär
I början av 70-talet med början på albumet There's a Riot Goin On tog Little Sister över i stort sett all körsång. Sly själv stod för nästan all solosång i gruppen.
Little Sister upplöstes i samband med Sly and the Family Stones splittring 1975, som i allra högsta grad berodde på Slys okontrollerbara drogmissbruk.

## Medlemmar
- Vet Stone
- Mary McCreary
- Elva Mouton (ersatt 1972 av Lucy Hambrick)

## Diskografi
Album (som The Heavenly Tones)
- 1966 – "I Love The Lord"

Singlar (som Little Sister)
- 1970 – "You're The One [Part 1]" (b-sida  "You're The One [Part 2]")
- 1970 – "Somebody's Watching You" (b-sida  "Stanga")
- 1971 – "Stanga" (b-sida "Stanga" (radio promo release only))

Album (med Sly and the Family Stone)
- 1967 – Whole New Thing
- 1968 – Dance to the Music
- 1968 – Life
- 1969 – Stand!
- 1970 – Greatest Hits
- 1971 – There's a Riot Goin' On
- 1973 – Fresh
- 1974 – Small Talk